# Auguste Benoist de La Grandière
Pour les articles homonymes, voir Benoist et Benoist de La Grandière.
Auguste-Étienne Benoist de La Grandière (14 juillet 1833, La Tremblade - 25 février 1879, Paris) est un médecin français. Il est l'auteur de publications sur le sentiment de nostalgie perçu comme causé par l'éloignement de la patrie.

## Biographie

### Une carrière de médecin militaire dans la Marine
D'un père lieutenant maritime des douanes, Auguste Benoist de La Grandière suit ses études au lycée de La Rochelle, puis à la faculté de médecine de Paris, et entre en 1853 comme étudiant interne à l'hôpital de la Marine de Rochefort. Il est nommé le 5 mai 1854 chirurgien de 3e classe et embarque le 24 mai 1854 sur la frégate L'Algérie pour y remplir les fonctions de chirurgien en second. Il prend alors part à la campagne contre les Russes.
Nommé chirurgien de 2e classe de la marine le 10 novembre 1857, il reçoit l'ordre, le 6 janvier 1858, d'embarquer en qualité de chirurgien-major sur La Saône afin de se rendre en Extrême-Orient, sous les ordres du capitaine de vaisseau Liscoat. Le voyage dure huit mois, et, pour tromper la monotonie, il commence à faire de nombreux croquis, notamment à Dakar, au Cap, à La Réunion et à Singapour, et à prendre des notes sur ses cahiers qui seront publiées en partie, grâce à deux articles parus en janvier et avril 1864 dans La Revue française et qui lui serviront à faire éditer, en juillet 1869, un ouvrage intitulé Les ports de l'Extrême-Orient. La Saône rejoint, au large de l'île d'Hainan, l'escadre de l'amiral Charles Rigault de Genouilly, qui le tient en haute estime. L'expédition avait pour objectif de répondre aux massacres ordonnés par l'empereur de l'Annam Tự Đức contre les ressortissants français, puis de prendre Tourane.
Il démissionne de la marine le 2 juillet 1862.

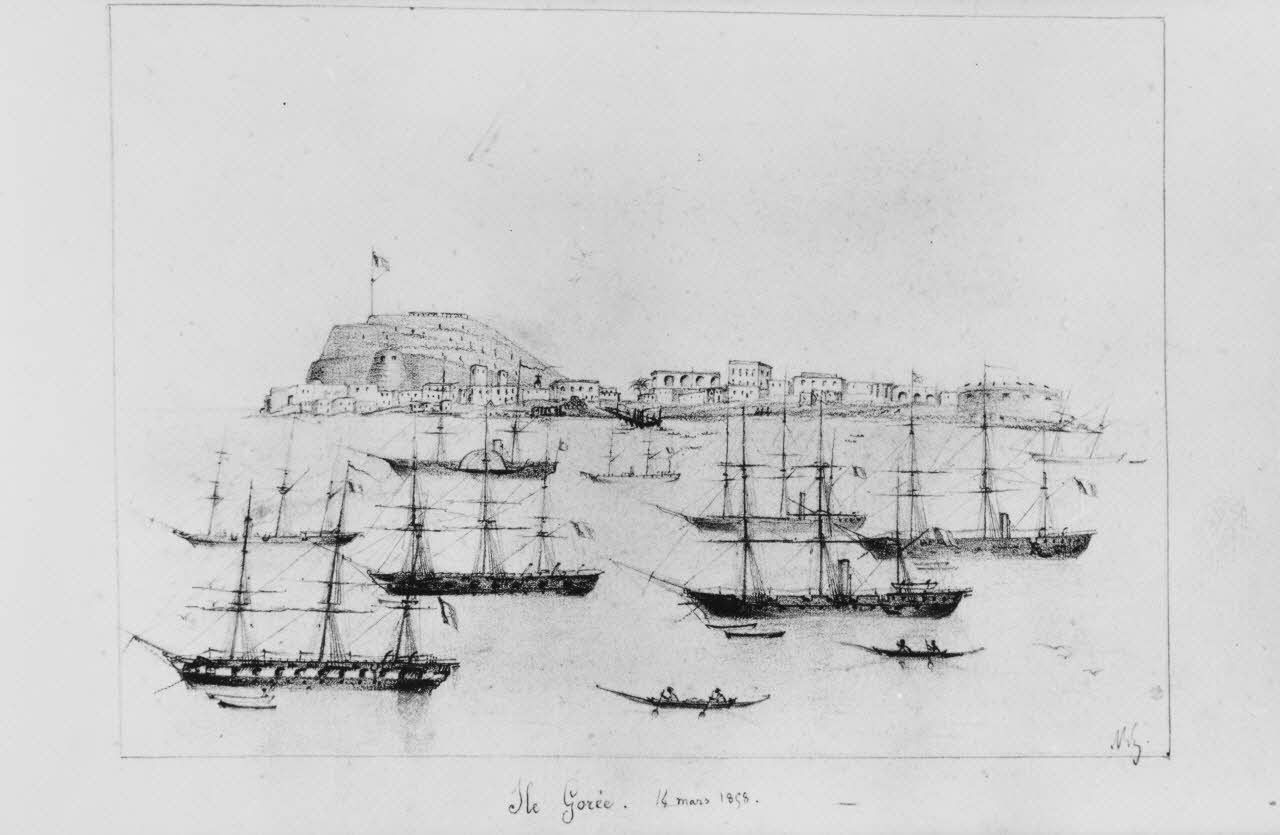
Panorama des bâtiments de la flotte devant l'île de Gorée, au Sénégal, le 14 mars 1858.
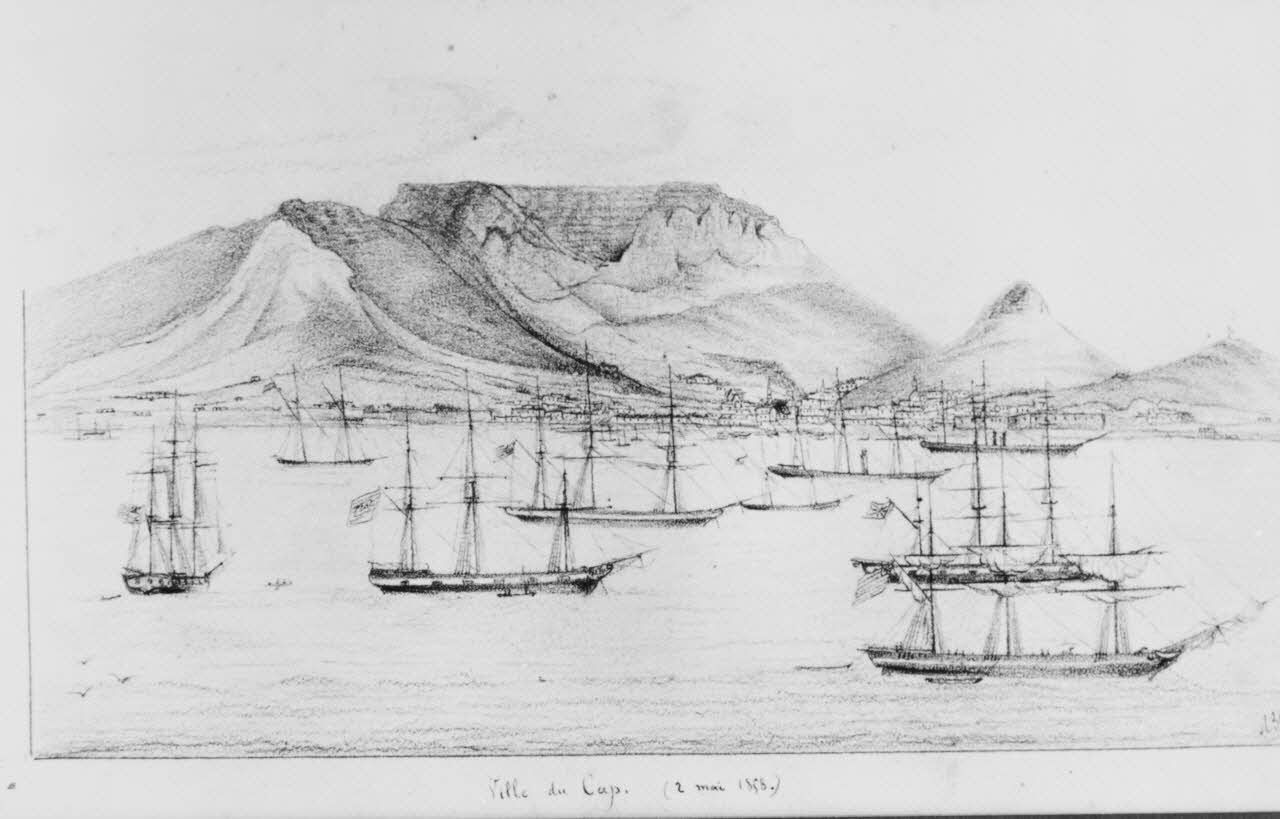
Panorama des bâtiments de la flotte devant la ville du Cap, le 2 mai 1858.
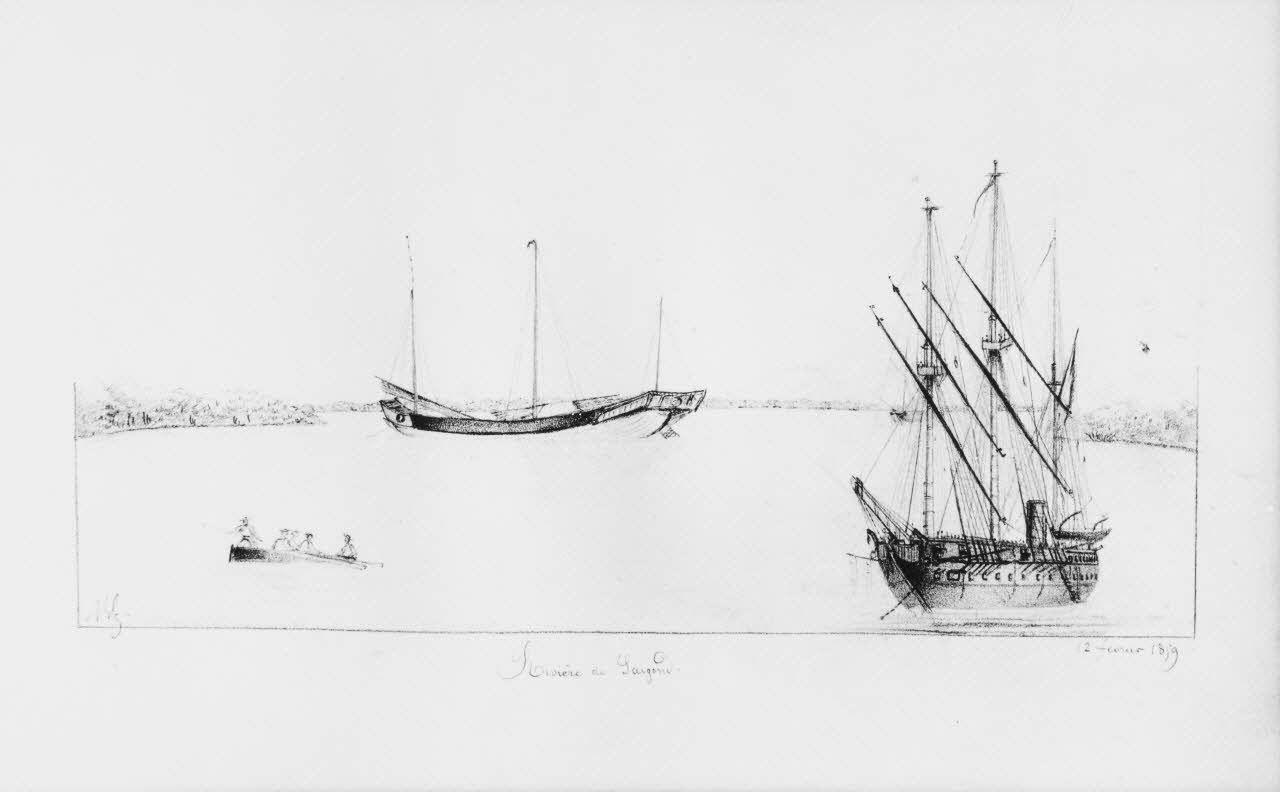
Jonque et frégate de la marine française sur la rivière de Saigon, le 12 février 1859.

### La médecine civile
Il obtient son doctorat en médecine civile en juin 1862, et ouvre alors un cabinet médical à Paris. Il s'associe par la suite à son beau-frère, le Dr Alcide Reddon, devenant ainsi chirurgien consultant à la Villa Penthièvre, à Sceaux.
Il collabore à des revues médicales et publie des articles dans La Revue française et La Liberté. Il publie en 1869 Souvenirs de campagne. Les ports de l'Extrême-Orient, débuts de l'occupation française en Cochinchine.
Secrétaire de la Société médicale du Panthéon, il est nommé chevalier de l'Ordre des Saints-Maurice-et-Lazare par décret du roi Victor-Emmanuel II d'Italie.
Mobilisé durant la Guerre franco-allemande de 1870, il assure le service de santé de Bicêtre, puis celui de Saint-Joseph de Cluny, dont il est nommé médecin-chef.
En 1872, membre de plusieurs commissions[Quoi ?], il est nommé médecin-chef de l'Hospice Marie-Thérèse.

### Recherches sur la nostalgie
Amené à soigner de nombreux cas de choléra, de dysenterie, de fièvres, mais aussi de cas de nostalgie, dus à l'éloignement dans le temps et dans l'espace des marins, il étudie de façon empirique ces derniers cas, lui permettant de publier, en 1873, un ouvrage où il s'élève contre ses prédécesseurs en médecine qui considéraient le nostalgique comme un aliéné mental.

## Distinctions et hommages
- Officier de la Légion d'honneur à titre militaire (1871)[1]
- Médaille commémorative de l'expédition de Chine (1860)
- Chevalier de l'ordre des Saints-Maurice-et-Lazare
- Officier d'académie
- Médaille de la Baltique
- Prix Lefèvre, de l'Académie de médecine (1872)

## Publications
- Relation médicale d'une traversée de Cochinchine en France, à bord du transport mixte "La Saône", 1862
- Souvenirs de campagne. Les ports de l'Extrême-Orient, débuts de l'occupation française en Cochinchine, Le Chevalier, Paris 1869 (Gallica)
- Siège de Paris: L'ambulance des Sœurs de Saint-Joseph de Cluny (succursale du Val-de-Grâce), 1871
- De la nostalgie ou mal du pays, Adrien Delahaye Libraire-Éditeur, Paris 1873 (ouvrage couronnée par l'Académie de médecine).(Gallica)
- Notions d'hygiène à l'usage des instituteurs et des élèves des écoles normales primaires, 1877